# Brouwerij Van Bogaert
Bouwerij Van Bogaert is een voormalige brouwerij te Hamme en was actief van 1822 tot 1914. Na de oorlog bleef ze bestaan onder de naam Centrale Brouwerij Victoria tot 1965. Vanaf 1940 was het enkel nog een drankuitzetterij.

## Geschiedenis
De brouwerij werd opgericht in 1822 door Jean Baptiste Van Assche aan Kleinhulst 21 en stond later onder leiding van Eugène Van Assche en Caroline van Bogaert. Na het overlijden van Van Assche werd de brouwerij herbouwd door Alphonse Van Bogaert in de Hoogstraat. Na de Eerste Wereldoorlog werd het bedrijf heropgestart als NV Centrale Brouwerij Victoria. 
Na het stilleggen van de activiteit werd de brouwerij het archeologisch museum Van Bogaert-Wauters. 

## Bieren[1]
- Munster
- Victoria Speciaal Tafelbier